# Saint-Philbert-de-Bouaine
Saint-Philbert-de-Bouaine és un municipi francès situat al departament de Vendée i a la regió de País del Loira. L'any 2007 tenia 2.598 habitants.

## Demografia

### Població
El 2007 la població de fet de Saint-Philbert-de-Bouaine era de 2.598 persones. Hi havia 992 famílies de les quals 236 eren unipersonals (102 homes vivint sols i 134 dones vivint soles), 307 parelles sense fills, 394 parelles amb fills i 55 famílies monoparentals amb fills.
La població ha evolucionat segons el següent gràfic:
Habitants censats

### Habitatges
El 2007 hi havia 1.042 habitatges, 1.004 eren l'habitatge principal de la família, 10 eren segones residències i 28 estaven desocupats. 996 eren cases i 33 eren apartaments. Dels 1.004 habitatges principals, 782 estaven ocupats pels seus propietaris, 215 estaven llogats i ocupats pels llogaters i 7 estaven cedits a títol gratuït; 6 tenien una cambra, 49 en tenien dues, 132 en tenien tres, 299 en tenien quatre i 518 en tenien cinc o més. 826 habitatges disposaven pel capbaix d'una plaça de pàrquing. A 386 habitatges hi havia un automòbil i a 558 n'hi havia dos o més.

### Piràmide de població
La piràmide de població per edats i sexe el 2009 era:
| Homes | Edats   | Dones |
| ----- | ------- | ----- |
| 0     | 95 o +  | 4     |
| 4     | 90 a 94 | 20    |
| 8     | 85 a 89 | 24    |
| 20    | 80 a 84 | 16    |
| 20    | 75 a 79 | 28    |
| 52    | 70 a 74 | 76    |
| 60    | 65 a 69 | 36    |
| 32    | 60 a 64 | 52    |
| 56    | 55 a 59 | 36    |
| 72    | 50 a 54 | 80    |
| 88    | 45 a 49 | 84    |
| 92    | 40 a 44 | 84    |
| 88    | 35 a 39 | 60    |
| 72    | 30 a 34 | 108   |
| 104   | 25 a 29 | 76    |
| 72    | 20 a 24 | 48    |
| 100   | 15 a 19 | 52    |
| 104   | 10 a 14 | 56    |
| 64    | 5 a 9   | 76    |
| 60    | 0 a 4   | 72    |

## Economia
El 2007 la població en edat de treballar era de 1.651 persones, 1.353 eren actives i 298 eren inactives. De les 1.353 persones actives 1.294 estaven ocupades (702 homes i 592 dones) i 58 estaven aturades (27 homes i 31 dones). De les 298 persones inactives 146 estaven jubilades, 82 estaven estudiant i 70 estaven classificades com a «altres inactius».

### Ingressos
El 2009 a Saint-Philbert-de-Bouaine hi havia 1.055 unitats fiscals que integraven 2.743 persones, la mediana anual d'ingressos fiscals per persona era de 16.614 €.

### Activitats econòmiques
Dels 84 establiments que hi havia el 2007, 3 eren d'empreses extractives, 3 d'empreses alimentàries, 2 d'empreses de fabricació de material elèctric, 5 d'empreses de fabricació d'altres productes industrials, 16 d'empreses de construcció, 12 d'empreses de comerç i reparació d'automòbils, 1 d'una empresa de transport, 6 d'empreses d'hostatgeria i restauració, 1 d'una empresa d'informació i comunicació, 5 d'empreses financeres, 1 d'una empresa immobiliària, 9 d'empreses de serveis, 13 d'entitats de l'administració pública i 7 d'empreses classificades com a «altres activitats de serveis».
Dels 26 establiments de servei als particulars que hi havia el 2009, 2 eren oficines bancàries, 1 funerària, 3 tallers de reparació d'automòbils i de material agrícola, 1 autoescola, 2 paletes, 4 guixaires pintors, 4 fusteries, 1 lampisteria, 3 electricistes, 2 perruqueries, 2 restaurants i 1 saló de bellesa.
Dels 6 establiments comercials que hi havia el 2009, 1 era una botiga de menys de 120 m², 2 fleques, 1 una carnisseria, 1 una botiga de roba i 1 una floristeria.
L'any 2000 a Saint-Philbert-de-Bouaine hi havia 92 explotacions agrícoles que ocupaven un total de 3.900 hectàrees.

## Equipaments sanitaris i escolars
L'únic equipament sanitari que hi havia el 2009 era una farmàcia.
El 2009 hi havia 2 escoles elementals.

## Poblacions més properes
El següent diagrama mostra les poblacions més properes.